# Olinto Antonio Pegoraro
Olinto Antonio Pegoraro foi um filósofo e professor universitário brasileiro, com trabalhos acerca de ética, bioética e história. Foi professor na Pontifícia Universidade Católica do Rio de Janeiro (PUC-Rio), na Universidade Federal do Rio de Janeiro (UFRJ) e na Universidade do Estado do Rio de Janeiro (UERJ). Doutorou-se em filosofia pela Universidade Católica de Louvain em 1972, com tese orientada por Alphonse De Waelhens sobre imaginação e tempo em Heidegger. Foi presidente da Associação Nacional de Pós-Graduação em Filosofia entre os anos de 1988 e 1990.  

## Primeiros estudos acadêmicos
Estudou em seminário e ordenou-se padre. Obteve graduação em filosofia após estudar de 1950 a 1954 no Instituto Pio XII. De 1961 a 1963, estudou filosofia na Universidade de São Tomás; e, sob a orientação de J. Delbos, obteve o título de mestre com dissertação A verdade em Tomas de Aquino e Kierkegaard.

## Livros
- Relatividade dos modelos: Ensaios filosóficos. Vozes, 1979.
- Ética é justiça. Vozes, 1995.
- Ética e bioética: Da subsistência à existência. Vozes, 2002.
- Introdução à ética contemporânea. Uapê, 2005.
- Ética dos maiores mestres através da história. Vozes, 2006. (2ª ed. Vozes, 2019.)
- Imaginação e tempo em Heidegger. Uapê, 2006.
- Freud, ética e metafísica: O que ele não explicou. Vozes, 2008.
- Sentidos da história. Vozes, 2011.
- Ética Da Solidariedade Antropocósmica. Mauad, 2014.

## Controvérsias
Em 1979, houve uma controvérsia originada na PUC-Rio que mobilizou a opinião pública e mereceu dois editoriais do Estado de S. Paulo, um de O Globo e outros dois do Jornal do Brasil., que ficaram favoráveis à professora Anna Maria Moog Rodrigues e contra o Departamento de Filosofia da PUC. Ela, professora do departamento de filosofia então dirigido por Raul Landim, pedira demissão ao descobrir que o departamento vetara um texto de sua apostila por razões ideológicas, e fora acompanhada pelo colega Antonio Paim. O texto era um excerto de Pluralismo e liberdade, de Miguel Reale. Nas palavras de Landim: "A Direção propôs, e foi aceito pela maioria significativa dos professores ali presentes, que o referido texto não fosse incluído numa apostila oficial do Departamento, face ao caráter polêmico e controvertido das atividades políticas do professor Reale." O então Pe. Olinto A. Pegoraro se posiciona a favor do Departamento, e contra a professora, nos artigos A apostila da PUC e Liberdade, processo e Academia.
Já na condição de ex-padre, Olinto Pegoraro se manifestou na Folha de S.Paulo em favor do fim do celibato para padres.